# روفوس واينرايت
روفوس واينرايت (بالإنجليزية: Rufus Wainwright)‏ (و. 1973  م) هو ملحن، ومغن ومؤلف، وعازف بيانو، ومغني، وموسيقي من الولايات المتحدة، وكندا، ولد في قرية رينبك.

## التعليم
تعلم في جامعة مكغيل.

## وصلات خارجية
- روفوس واينرايت على موقع IMDb (الإنجليزية)
- روفوس واينرايت على موقع روتن توميتوز (الإنجليزية)
- روفوس واينرايت على موقع ميوزك برينز (الإنجليزية)
- روفوس واينرايت على موقع رولينغ ستون (الإنجليزية)
- روفوس واينرايت على موقع إن إن دي بي (الإنجليزية)
- روفوس واينرايت على موقع أول ميوزيك (الإنجليزية)
- روفوس واينرايت على موقع ديسكوغز (الإنجليزية)
- روفوس واينرايت على موقع قاعدة بيانات الفيلم (الإنجليزية)
- روفوس واينرايت في قاعدة بيانات الأفلام على الإنترنت